# لیسانا د ویته
لیسانا د ویته (انگلیسی: Lisanne de Witte؛ زادهٔ ۱۰ سپتامبر ۱۹۹۲) دونده اهل هلند است.